# Karl R. H. Frick
Karl Richard Hermann Frick (* 12. Juni 1922 in Cottbus; † 17. Dezember 2012 in Velden am Wörther See) war ein deutscher Sachbuchautor zu den Themen Satanismus und Esoterik.

## Leben
Frick, der Sohn eines praktischen Arztes, studierte nach Beendigung seines Dienstes bei der Kriegsmarine in Kiel Medizin und Kultur- und Marinegeschichte. Er engagierte sich Ende der 1940er Jahre in der Europa-Union Deutschland und wurde Vertrauensmann von Wilhelm Hermes. In Kiel wurde er 1953 mit seiner Arbeit Das Bronchialcarcinom im Sektionsmaterial des Pathologischen Instituts der Bergbau-Berufsgenossenschaft in Bochum zum Dr. med. promoviert. In Anschluss lebte und arbeitete er in Bochum als Assistenzarzt beziehungsweise praktischer Arzt. Von 1956 bis 1984 arbeitete er als Wissenschaftlicher Mitarbeiter in einer Forschungsabteilung in der Pharmaindustrie, zuletzt als klinischer Pharmakologe. Seit seinem Ruhestand lebte Frick in Göriach in der Gemeinde Velden am Wörther See in Kärnten. Zusammen mit Hans Viertler organisierte er das Heimatarchiv der Gemeinde Velden am Wörther See neu.

## Wirken
Frick beschäftigte sich ab Ende der 1950er Jahre zunächst intensiv mit der Geschichte der Alchemie, später der Freimaurerei und des Satanismus. 1959 erschien sein Artikel über Die alchemistischen Studien des Bochumer Arztes und Jobsiade-Dichters Dr. Carl Arnold Kortum (1745–1824). 1960 folgte ein weiterer Aufsatz mit dem Titel Der Tübinger Alchemist und Professor der Mathematik Johann Conrad Creiling (1673–1752). Ab den 1970er Jahren widmete sich Frick den Freimaurern. 1973 veröffentlichte er das erste Buch hierzu Die Erleuchteten. Es folgten 1975 und 1978 die Bücher Licht und Finsternis I und II. Ab den 1980er Jahren schließlich vertiefte sich Frick in das Thema Satanismus. Seine Arbeiten über die Alchemie erschienen in Sudhoffs Archiv und wurden gelegentlich in wissenschaftlichen Werken rezipiert. Für den Esoteriker Hans-Dieter Leuenberger sind Fricks Bücher zur Geschichte der Esoterik die Standardwerke in deutscher Sprache.
In einigen wissenschaftlichen Veröffentlichungen werden Frick bezüglich seiner Sachbücher zu Freimaurertum und Satanismus Unwissen, Irrtum, Fehler und Lückenhaftigkeit nachgesagt. Der Religionswissenschaftler Antoine Faivre bezeichnet die Trilogie Fricks, die sich hauptsächlich mit esoterischen Gesellschaften befasst, als enzyklopädisch.

## Publikationen
- Das Bronchialcarcinom im Sektionsmaterial des Pathologischen Instituts der Bergbau-Berufsgenossenschaft in Bochum. Kiel DNB 480408661 (Dissertation Universität Kiel, Medizinische Fakultät, 21. Mai 1953, 35 Seiten OCLC 73920485).
- 1973: Die Erleuchteten. Gnostisch-theosophische und alchemistisch-rosenkreuzerische Geheimgesellschaften bis zum Ende des 18. Jahrhunderts – ein Beitrag zur Geistesgeschichte der Neuzeit. Akademische Druck- und Verlagsanstalt, Graz 1973, ISBN 3-201-00834-6. Neuausgabe: Die Erleuchteten: gnostisch-theosophische und alchemistisch-rosenkreuzerische Geheimgesellschaften bis zum Ende des 18. Jahrhunderts, Marix, Wiesbaden 2005, ISBN 3-86539-006-4.
- 1975, 1978: Licht und Finsternis 2 Bände – Ursprung und Anfänge, Geschichte ihrer Lehren, Rituale und Organisationen, Akademische Druck- und Verlagsanstalt, Graz; Neuausgabe: Licht und Finsternis: gnostisch-theosophische und freimaurerisch-okkulte Geheimgesellschaften bis zur Wende des 20. Jahrhunderts, Marix, Wiesbaden 2005, ISBN 3-86539-044-7.
  - 1975 Band 1
  - 1978 Band 2
- 1982–1986: Satan und die Satanisten, drei Bände, Neuausgabe: Satan und die Satanisten: Satanismus und Freimaurerei – ihre Geschichte bis zur Gegenwart; 3 Bände in einem, Marixverlag, 2006, ISBN 978-3-86539-069-1.
  - 1982: Das Reich Satans, Luzifer/Satan/Teufel und  die Mond- und Liebesgöttinnen in ihren lichten und dunklen Aspekten – eine Darstellung ihrer ursprünglichen Wesenheiten in Mythos und Religion. Akademische Druck- und Verlagsanstalt, Graz   ISBN 3-201-01212-2.
  - 1985: Die Satanisten: Materialien zur Geschichte der Anhänger des Satanismus und ihrer Gegner. Akademische Druck- und Verlagsanstalt, Graz ISBN 3-201-01290-4.
  - 1986: Satanismus und Freimaurerei: eine Dokumentation bis zur Gegenwart. Akademische Druck- und Verlagsanstalt, Graz ISBN 3-201-01302-1.
- 1990: Vergessene Flotten: Flotten und Flottenbaupläne im Heiligen Römischen Reich Deutscher Nation vom 15. Jahrhundert bis 1632, Weishaupt, Graz ISBN 3-900310-73-4.
- 1990: Geschichte der Krankenhäuser Kärntens: mit einer Einführung in die Geschichte des Krankenhauswesens in Österreich, Carinthia, Klagenfurt 1990, ISBN 3-85378-345-7.

## Auszeichnungen
- Ehrenring der Gemeinde Velden am Wörthersee[3]